# Trojanowo (województwo wielkopolskie)
Trojanowo – wieś w Polsce położona w województwie wielkopolskim, w powiecie poznańskim, w gminie Murowana Goślina.

## Historia
Według legendy nazwa wsi pochodzi od imienia jednego z rycerzy Bolesława Chrobrego, Trojana, a powstała ona prawdopodobnie w 1255. Wieś duchowna Troianowo, własność kapituły katedralnej poznańskiej, położona była w 1580 w powiecie poznańskim województwa poznańskiego. W 1580 podatki pobierano tu m.in. od ośmiu półłanów, dwóch zagrodników i jednego osadnika. W 1619 istniał tu młyn wodny (jednokołowy), a w 1662 stało we wsi dziewięć domostw. W 1780 istniało w miejscowości trzynaście domów (dymów), a w 1788 było ich 21. W 1789 wieś należała do Gurowskiego z Murowanej Gośliny, który był kantorem kapituły katedralnej w Poznaniu. Z wsią był wówczas powiązany Młyn Trojanowski. W XIX wieku właścicielem majątku był Gorzyński z Przebędowa. W 1909 w Trojanowo odwiedził cesarz Wilhelm II. Od 1919 istniała tu szkoła polska. W czasie II wojny światowej Niemcy zamordowali piętnastu mieszkańców Trojanowa, co upamiętnia obelisk z orłem, który stoi przy wjeździe do wsi od strony Murowanej Gośliny. Po II wojnie światowej utworzono we wsi Rolniczą Spółdzielnię Produkcyjną Pionier. W latach 1975–1998 miejscowość położona była w województwie poznańskim.